# Čierne Pole
Čierne Pole (hongrois : Feketemező) est un village de Slovaquie situé dans la région de Košice.

## Histoire
Première mention écrite du village en 1700.

## Démographie

### Évolution de la population
| Année:               | 1994. | 2004.   | 2014.   | 2024.   |
| -------------------- | ----- | ------- | ------- | ------- |
| Nombre de personnes: | 300   | 307     | 282     | 307     |
| Différence:          |       | +2,33 % | -8,14 % | +8,86 % |

| Année:               | 2023. | 2024.   |
| -------------------- | ----- | ------- |
| Nombre de personnes: | 324   | 307     |
| Différence:          |       | -5,24 % |

## Politique
| Nom             | Parti politique | Date de l'élection | Fin du mandat |
| --------------- | --------------- | ------------------ | ------------- |
| Tibor Kamenický | SDKÚ-DS         | 02.12.2006         | Déc. 2010     |